# Кабакаєв Семен Вікторович
Семен Вікторович Кабакаєв (нар. 10 березня 1990, Луганськ, Україна) – український громадський діяч, голова громадської організації «Безпека та взаємодія в Україні», координатор проєкту «Стоптерор». Безпартійний.

## Біографічні відомості
Народився 10 березня 1990 року у місті Луганськ. Має вищу освіту. Закінчив Луганський національний аграрний університет[джерело не вказане 1553 дні] з освітнім рівнем спеціаліста.

## Громадська діяльність
З червня 2014 року — співзасновник та координатор волонтерського проєкту «Стоптерор». Організовував за рахунок приватних пожертв та волонтерської праці інформаційну підтримку Збройним Силам, добровольчим підрозділам та державним правоохоронним органам України в протидії російській збройній агресії на сході України[джерело не вказане 1553 дні]. Зокрема, брав активну участь в організації роботи інтернет-майданчику «Стоптерор», метою якого є збір, документування, верифікації, систематизації, візуалізації повідомлень громадян та активістів, про факти російської збройної агресії на сході України[джерело не вказане 1553 дні].
З березня 2015 року — засновник та голова громадської організації «Безпека та взаємодія в Україні». Громадська організація створена для сприяння розвитку демократії, захисту прав і свобод людини, а також для допомоги у захисті цілісності України як незалежної, суверенної, правової, розвиненої держави.
У жовтні 2015 року презентував звіт «Маріонетки Кремля. Дорога війни на Донбасі» проєкту «Стоптерор», який містив докази російської агресії на території України.
2 лютого 2016 року Кабакаєв та його товариш, журналіст Філімоненко Всеволод Костянтинович виявили одного з ватажків ЛНР Олега Корсунського в київському ресторані. Через день після цього Корсунського було арештовано.
У червні 2018 року виступив співкоординатором ініціативної групи «Томос 2018». Як представник цієї групи провів зустріч з Вселенським патріархом Варфоломієм, на якій передав звернення від українських громадських організацій на підтримку надання Україні томосу.
З листопада 2018 року — засновник та голова громадської організації «Рух за Українську Помісну Церкву».
У листопаді 2020 року разом з Володимиром Василенком презентував доповідь «Збройна агресія Російської Федерації проти України. Участь Збройних сил Російської Федерації в бойових діях на територіях Донецької та Луганської областей у період із березня 2014 р. до лютого 2015 р.».

## Політична діяльність
У 2019 році під час президентської виборчої кампанії був довіреною особою кандидата на пост Президента України Петра Порошенка.

## Військова діяльність
2022 р. від початку повномасштабного вторгнення РФ в Україну Кабакаєв Семен вступив до лав ЗСУ.

## Ініціативи
Співзасновник проєкту «Стоптерор»[джерело не вказане 1553 дні]. Це інтернет-ресурс, що збирає інформацію про дислокацію і пересування сил противника, допомагає координуватися підрозділам сил АТО, сприяє взаємодії українських військових з місцевими жителями для проведення бойових операцій. Ініціатива дозволяє мінімізувати втрати серед українських бійців та мирного населення. Активісти проекту допомагали військовим під час визволення Слов'янська, Краматорська, Щастя, Рубіжного, Попасної, Маріуполя та інших населених пунктів Донбасу.
Співзасновник проекту «Huntsman», метою якого було створення єдиної бази доказів агресії РФ, воєнних та гуманітарних злочинів, скоєних в Україні[джерело не вказане 1553 дні].
Співзасновник проекту «War crimes of Russia», який був створений для допомоги Україні у створенні доказової бази по фактах агресії РФ, воєнних злочинів та порушення прав людей на окупованих територіях для подачі позовів проти РФ в подальшому у міжнародні суди (МКС, Міжнародний суд ООН, ЄСПЛ).

## Нагороди
У 2019 році Указом Президента України нагороджений орденом «За заслуги» ІІІ ступеня.
У 2022 році Указом Президента України нагороджений орденом Данила Галицького.

## Сім'я
Одружений[джерело не вказане 1553 дні], виховує доньку[джерело не вказане 1553 дні].